# امیل هشتینا
امیل هُـشتینا (رومانیایی: Emil Hoștină؛ ‏ تلفظ رومانیایی: [eˈmil hoʃtinə]؛ زادهٔ ۳۱ مهٔ ۱۹۷۶) بازیگر اهل رومانی است. وی از سال ۱۹۹۳ میلادی تاکنون مشغول فعالیت بوده‌است.
از فیلم‌ها یا برنامه‌های تلویزیونی که وی در آن نقش داشته‌است، می‌توان به عروسی بی سروصدا، آرمان‌شهر، هری پاتر و یادگاران مرگ – قسمت اول، مرد گرگ‌نما، هری پاتر و یادگاران مرگ – قسمت دوم، آمین.، قضیه صفر، بونراکو، بازرس فویل، دکتر پارناسوس، مردی که به شیطان رودست زد، آناکونداس: دنباله خون، سقوط، خیلی دیر، اوندین، ولاد و آزمون اشاره کرد.